# Mezzani
Mezzani va ser un municipi de la província de Parma, a la regió de l'Emília-Romanya (Itàlia), situat a uns 90 km al nord-oest de Bolonya i aproximadament 15 km al nord-est de Parma. Els centres principals de Mezzanii són Casale, Rondani Mezzano, Inferiore Mezzano, Mezzano Superiore. Mezzani limitava amb els municipis de Brescello, Casalmaggiore, Colorno, Parma, Sorbolo, Torrile, Viadana.
El 2019, arran de la fusió amb Sorbolo, va ser constituït el nou municipi Sorbolo Mezani

## Geografia
Mezzani es troba a l'extrem nord-oriental de la província de Parma, al centre de la vall del Po i limita amb tres províncies: Reggio Emilia, Màntua, Cremona.
Situat a la riba dreta del Po, el terme municipal és travessat per corrents d'aigua també als altres: el torrent Parma a l'oest, que desemboca en Po prop de Mezzano Superiore, el torrent Enza que segueix a alguns quilòmetres de la frontera oriental amb la província de Reggio Emilia], i la Parma Morta llit abandonat del Parma que fins als primers anys del segle xix va fluir a Enza.

## Esglésies
- S. Maria nascente (a Mezzano Inferiore)

- S. Silvestro (a Casale)

- S. Michele (a Mezzano Superiore)

## Naturalesa
- Reserva Parma Morta
- Aquarium

## Galeria

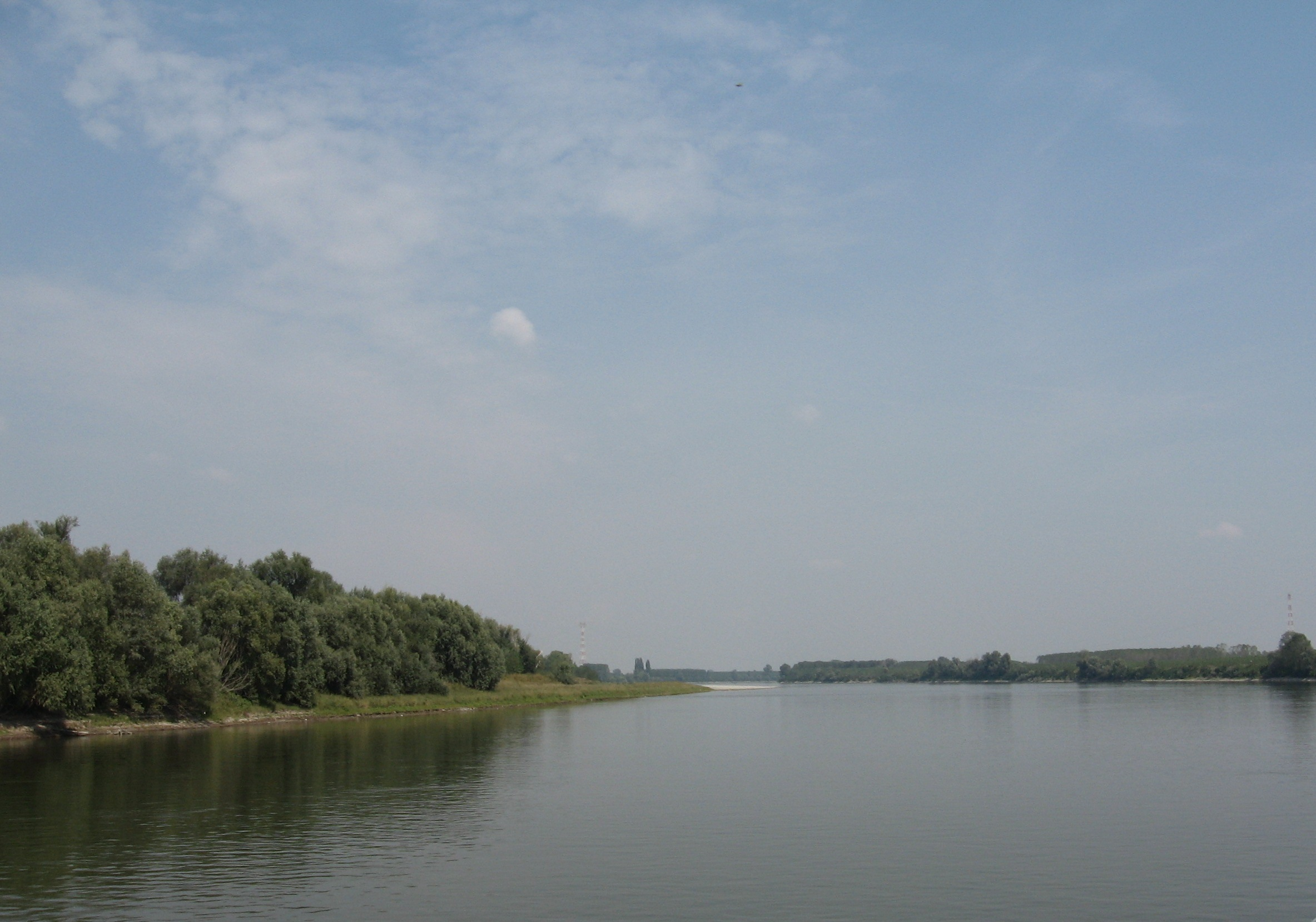
Riu Po prop de Mezzani
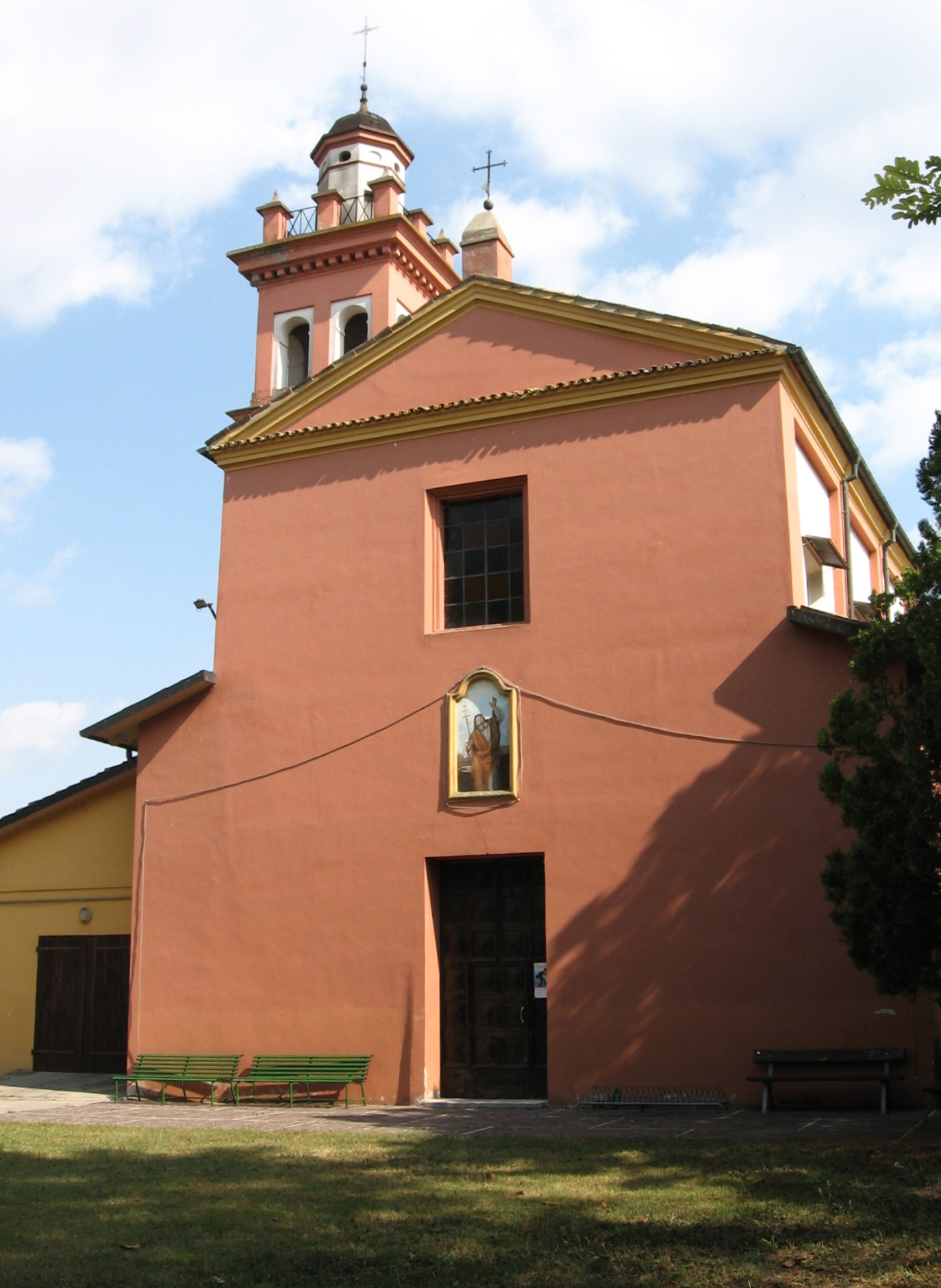
l'església de Casale
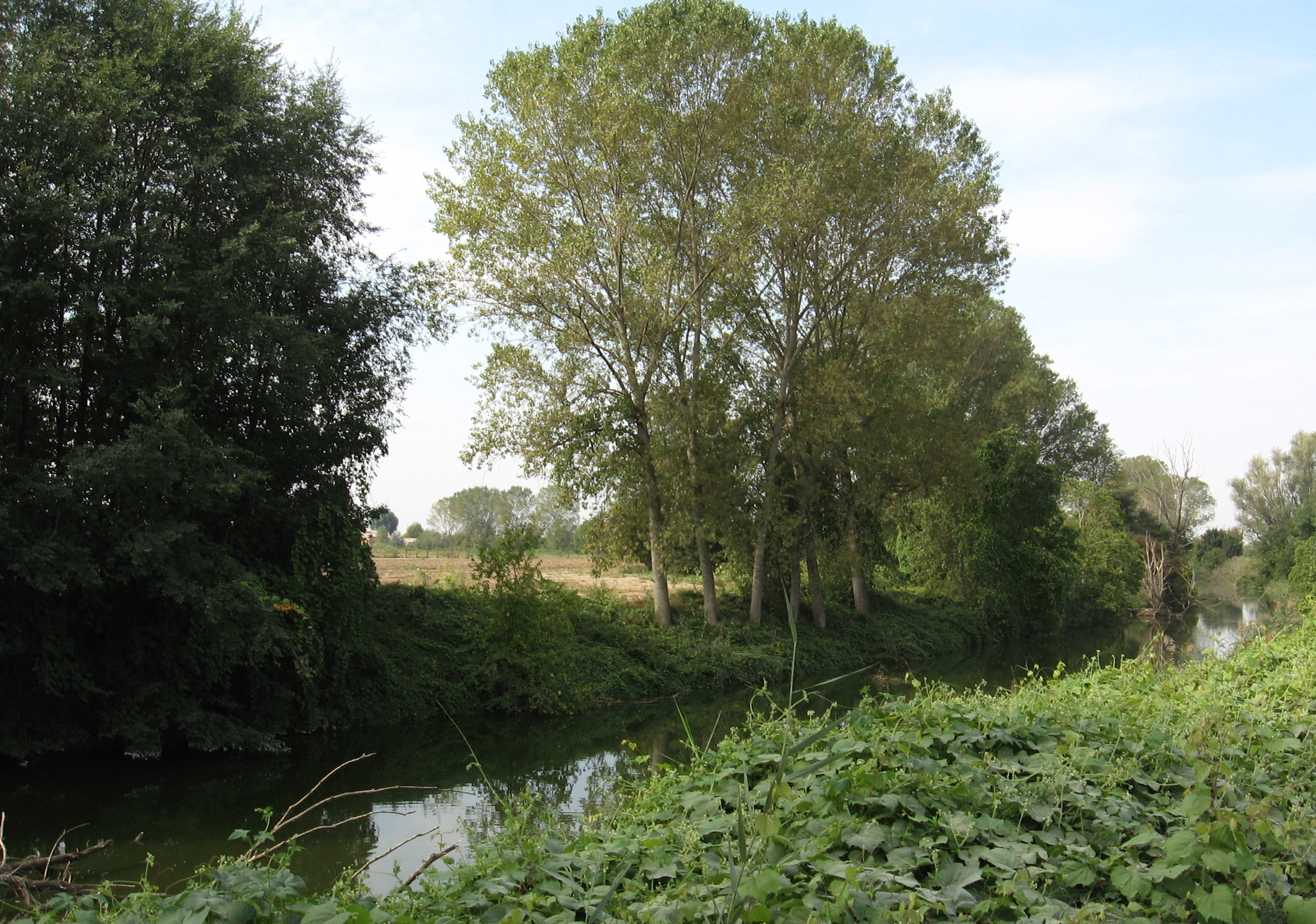
reserva Parma Morta
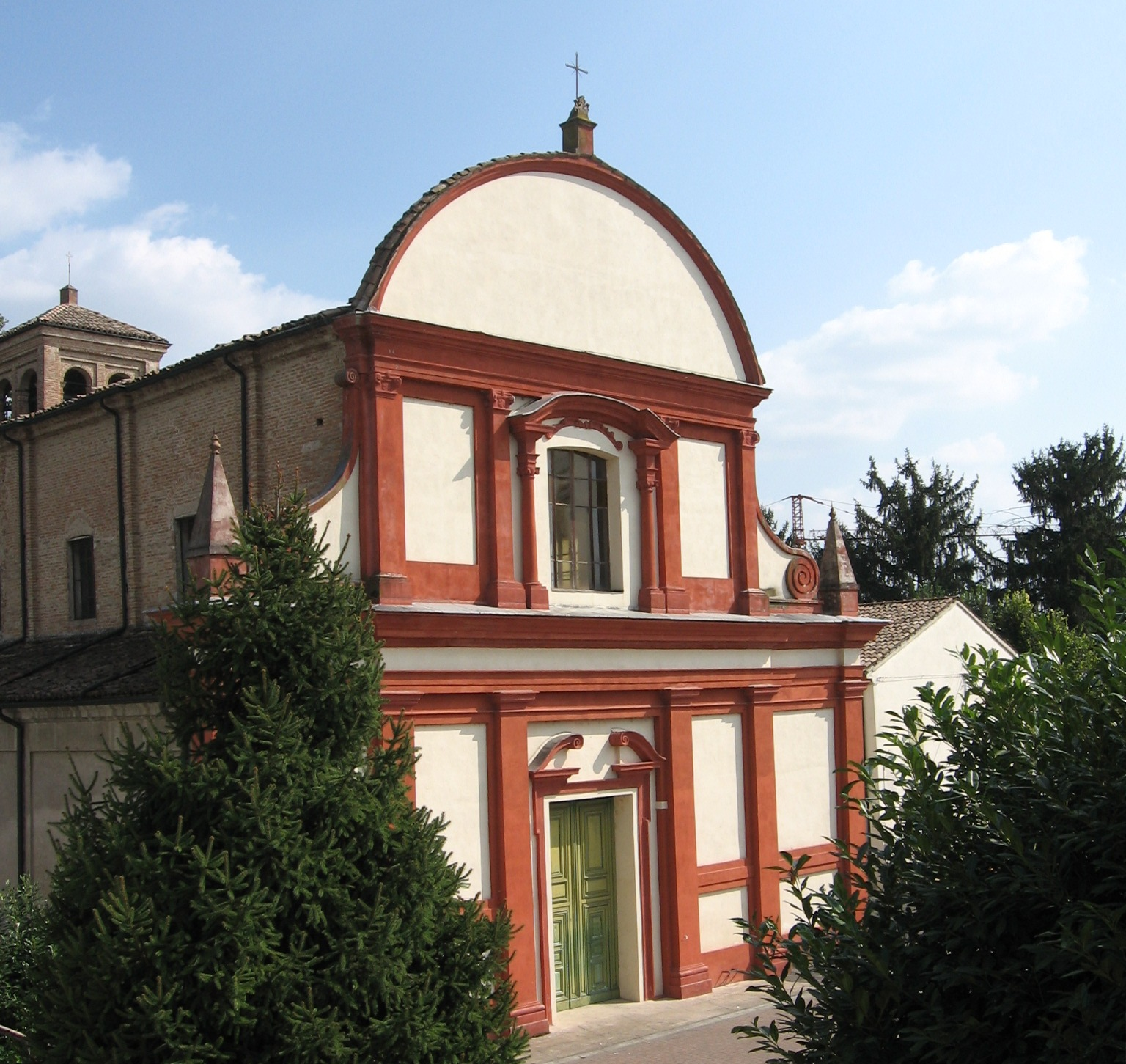
l'església de Mezzano Superiore
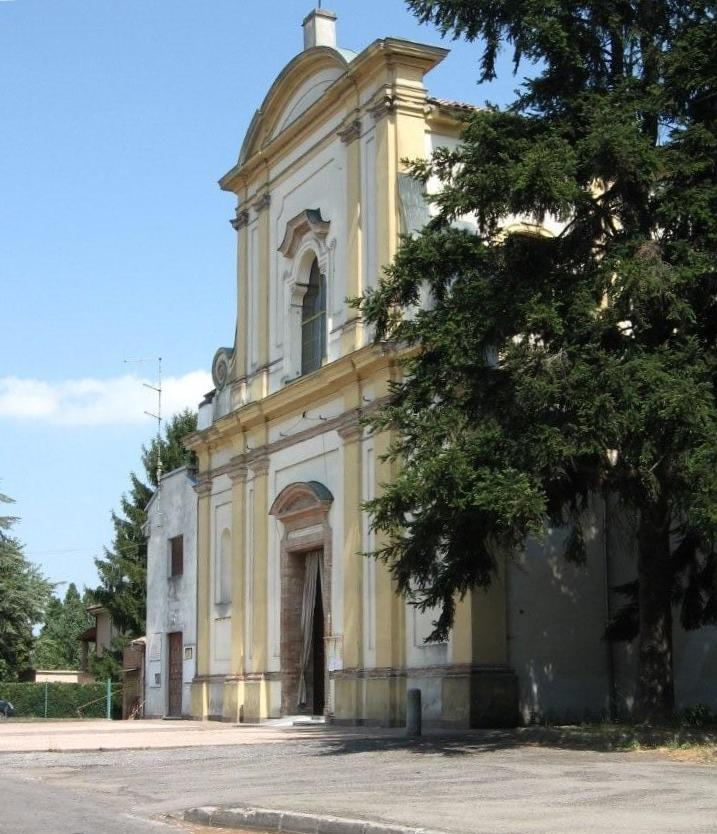
l'església de Mezzano Inferiore